# Grevenmacher (cantão)
Grevenmacher é um cantão de Luxemburgo. Este cantão está dividido em oito comunas.
- Betzdorf
- Biwer
- Flaxweiler
- Grevenmacher
- Junglinster
- Manternach
- Mertert
- Wormeldange